# Dorpskerk Arnemuiden

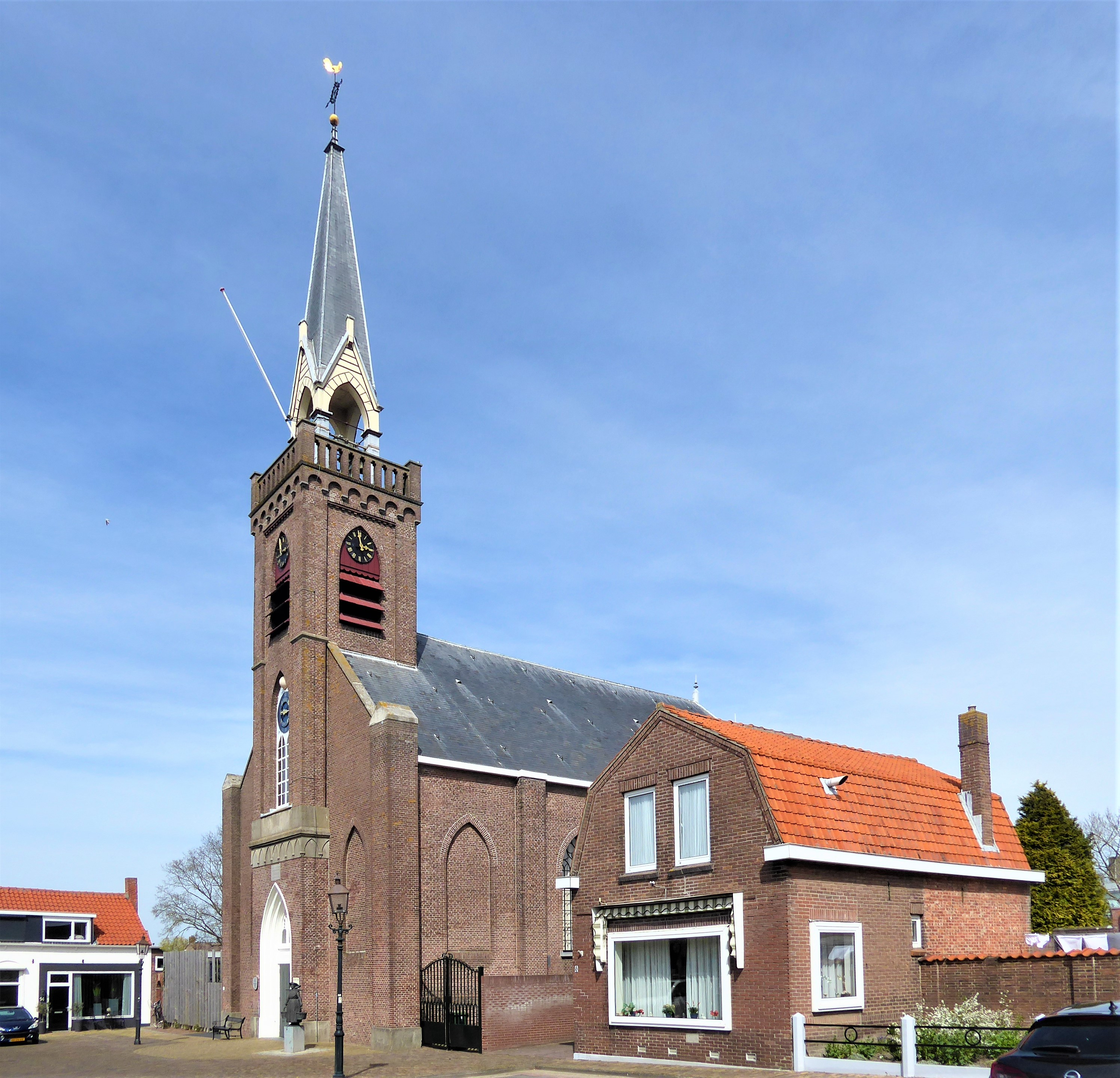
Die Dorpskerk Arnemuiden

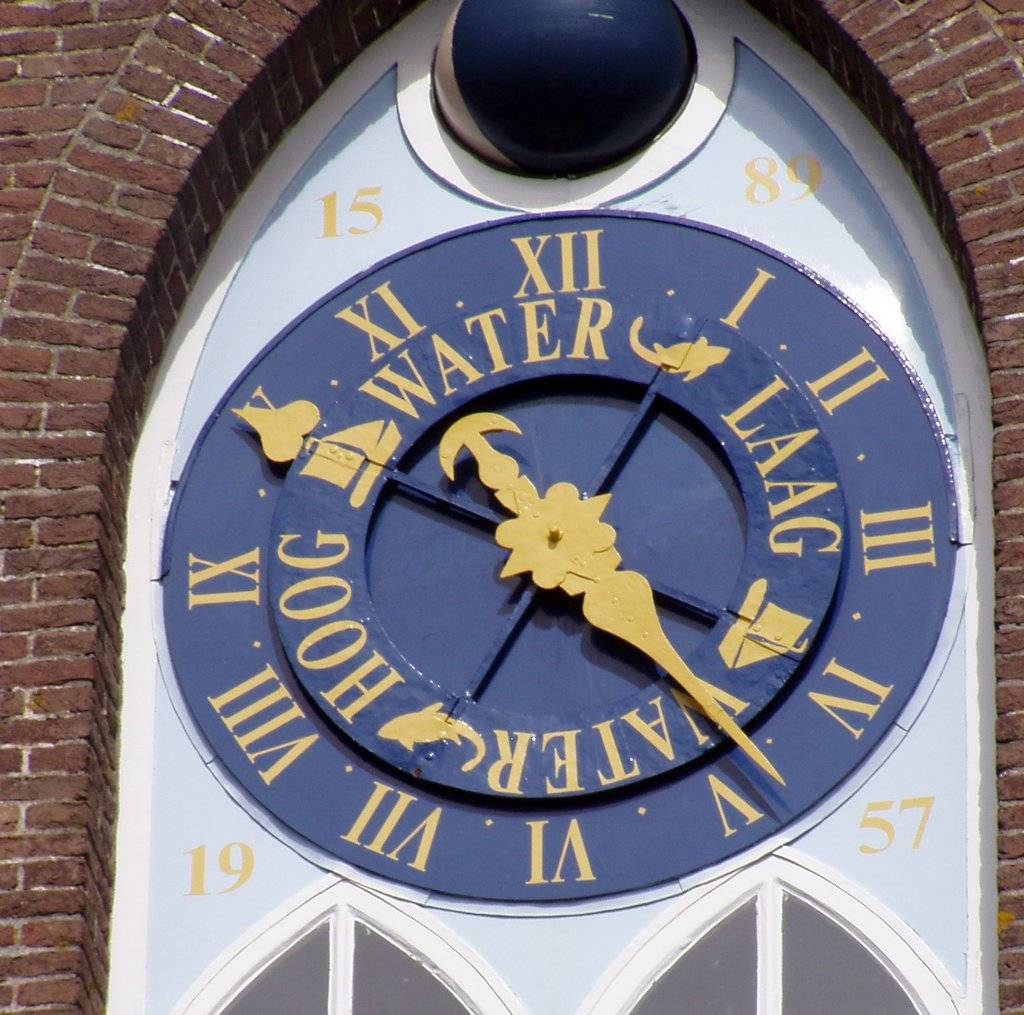
Die denkmalgeschützte astronomische Uhr

Die Dorpskerk (deutsch Dorfkirche) ist das Kirchengebäude einer reformierten Kirchengemeinde innerhalb der Protestantischen Kirche in den Niederlanden in Arnemuiden, einem Ortsteil der Gemeinde Middelburg in der Provinz Zeeland. Eine astronomische Uhr, die Ebbe und Flut anzeigt sowie das Glockenspiel der Kirche sind als Rijksmonumente eingestuft.

## Geschichte
Die heutige Dorfkirche steht an der Stelle einer spätgotischen Kirche, die 1505 zu Ehren des heiligen Martin von Tours geweiht worden war. Von dieser Kirche waren zuletzt nur noch Teile in Gebrauch, bevor sie für den Neubau niedergelegt worden war. 
Die reformierte Dorfkirche ist eine gerade geschlossene Saalkirche mit einem Giebelturm mit einer Holzlaterne als Bekrönung. Der schlichte frühneugotische Bau wurde 1858 nach Plänen von J. Bourdrez errichtet. Im Giebelturm befindet sich eine spezielle astronomische Uhr mit einem Zeiger, der sowohl die Stunde als auch den Wasserstand und darüber die Mondphase anzeigt. Diese 1589 von Jan Dircksz Coop aus Delft hergestellte Uhr wurde 1957 restauriert. Ebenfalls im Turm befinden sich eine von Peter Waghevens 1518 gegossene Glocke neben einem Glockenspiel, das 1969 ersetzt und 1991 restauriert wurde. Das Glockenspiel besteht aus acht 1554/57 entstandenen Glocken von Pieter van den Ghein und einer von Pieter van den Ghein Jr. 1593 gegossenen Glocke.
Aus der Vorgängerkirche wurde die wohl zwischen 1746 und 1750 von dem Middelburger Orgelbauer Ludovicus de Backer gefertigte Orgel übernommen. Dieses Instrument wurde 1942 durch einen Neubau durch Orgelbau Spiering aus Dordrecht ersetzt.